# Šarenci
Šarenci ili riđe (Nymphalidae) brojna su porodica dnevnih leptira. Velika krila su im sa gornje strane živih boja. Kad krila pri mirovanju sklope vidljiva je donja strana koja je neuglednija i često slična okolini. Prednje noge su im zakržljale, antene kijačaste.
Gusenice imaju trnovite izrasline ili su kratkodlake. Lutka im je obično strmoglavica.

## Sistematika i filogenija

### Vrste
Dele se u dve grupe: prva ima talasast rub krila smeđe boje s crvenim, žutim, belim ili plavim pegama, a druga grupa ima zaobljena krila crveno-smeđe boje sa tamnim pegama sa gornje, a beličastom ili srebrnom šarom u obliku mreže s donje strane.
Najpoznatije su vrste: monarh (Danaus plexippus), afrički monarh (Danaus chrysippus), plameni šarenac (Melitaea didyma), dnevni paunovac (Inachis io), admiral (Vanessa atalanta), koprivar (Aglais urticae), smeđi čestarac (Limenitis camilla), modri prelivac (Apatura iris), kraljev plašt (Nymphalis antiopa), crnooki šarenac (Melitaea cinxia), čkaljevac (Vanessa cardui), obična sedefica (Argynnis paphia), šumska riđa (Araschnia levana), zelena sedefica (Speyeria aglaja).